# Bayankhongor
Bayankhongor (Баянхонгор, em mongol) é uma província da Mongólia. Sua capital é Bayankhongor.